# Miguel Bernad
Miguel Bernad Remón (Bilbao, 27 de febrero de 1942) es un abogado y expolítico español. Es el secretario general y rostro visible de la organización Manos Limpias.

## Biografía
Letrado del Ayuntamiento de Madrid, donde fue asesor del concejal Ángel Matanzo. Entró en política de la mano de Blas Piñar. Miguel Bernad se presentó en las listas del Frente Nacional para las elecciones al Parlamento Europeo de 1987 y de 1989, y fue su secretario general hasta que el partido heredero de Fuerza Nueva se disolvió en 1993. Tras perder dichas elecciones, Bernad registró otro partido, Derecha Española, que no tuvo relevancia.
En mayo de 1995, Miguel Bernad fundó el sindicato Manos Limpias, con sede en la madrileña calle Quintana, donde en el 2000 compartía sede con otro sindicato, Fuerza Nacional del Trabajo (FNT). Desde entonces, Manos Limpias está presidido por Francisco Jiménez Luis y su secretario general es el propio Miguel Bernad.
El 3 de diciembre de 2011 recibió la distinción de Caballero de Honor de la Fundación Nacional Francisco Franco en virtud, según palabras de dicha organización, «a sus servicios en defensa de los ideales del Movimiento».
En febrero de 2014 se unió a Soluciona, un nuevo partido de derecha o extrema derecha liderado por el empresario Armando Robles.

### Acusaciones de apropiación indebida y blanqueo de capitales
La Fiscalía de Delitos Económicos de Madrid abrió en noviembre de 2015 una investigación a Miguel Bernad y a la abogada del sindicato Manos Limpias Virginia López Negrete, por un delito de apropiación indebida y lavado de dinero. Según el ministerio público, Bernad y López Negrete se repartieron fondos que Manos Limpias había recaudado de afectados por la estafa de Fórum Filatélico y Afinsa.
La Comisión de Prevención de Blanqueo de Capitales e Infracciones Monetarias (Sepblac) de España realizó un exhaustivo informe de inteligencia financiera y halló indicios de actividad delictiva. Por este motivo, el Sepblac remitió una denuncia a la Sección de Delitos Económicos de la Fiscalía Provincial de Madrid, donde abrieron diligencias de investigación.

### Prisión y absolución
El 15 de abril de 2016 Miguel Bernad fue detenido por la Policía Nacional en el ámbito de una investigación de la Audiencia Nacional sobre posibles extorsiones del sindicato Manos Limpias, consistentes en exigir dinero por retirar las querellas que previamente hubiera interpuesto el sindicato. El juez Santiago Pedraz dictó prisión incondicional y sin fianza para Bernad, por los presuntos delitos de extorsión, organización criminal, fraude contra la hacienda pública, falsedad documental y fraude en subvenciones.
El 20 de abril de 2016 fue trasladado de prisión a Navalcarnero (Madrid 4) por posibles encontronazos con alguna víctima en la prisión de Soto del Real. El 22 de diciembre de ese mismo año fue puesto en libertad bajo fianza de 50 000 euros. Durante su estancia en prisión había pedido hasta en tres ocasiones su libertad alegando problemas de salud.
Desde que Miguel Bernad quedó en libertad provisional a finales de 2016, ha concedido declaraciones y entrevistas en diversos medios exponiendo su visión sobre el panorama judicial. Además, ha trascendido el distanciamiento con la antigua abogada de Manos Limpias Virginia López Negrete.
En diciembre de 2017 la Fiscalía solicitó 24 años y 10 meses de prisión para Bernad por la trama de extorsiones y estafas que realizó desde Manos Limpias. El juicio, que tuvo lugar durante 2020 y 2021 en la Audiencia Nacional, quedó visto para sentencia en mayo de este último año. La Fiscalía mantuvo su petición de pena de prisión, además de solicitar la disolución de Manos Limpias y una indemnización solidaria por responsabilidad civil de unos siete millones de euros. En julio de 2021, la Audiencia Nacional condenaba a Bernad a la pena de cuatro años de prisión por dichas extorsiones a empresas y entidades bancarias. Más adelante, el 11 de marzo de 2024 la Sala de lo Penal del Tribunal Supremo absolvió a Bernad así como al resto de acusados en la "operación Nelson", aunque en la sentencia se reconocía que hubo presiones éticamente censurables por parte de estos.